# Plektenchyma

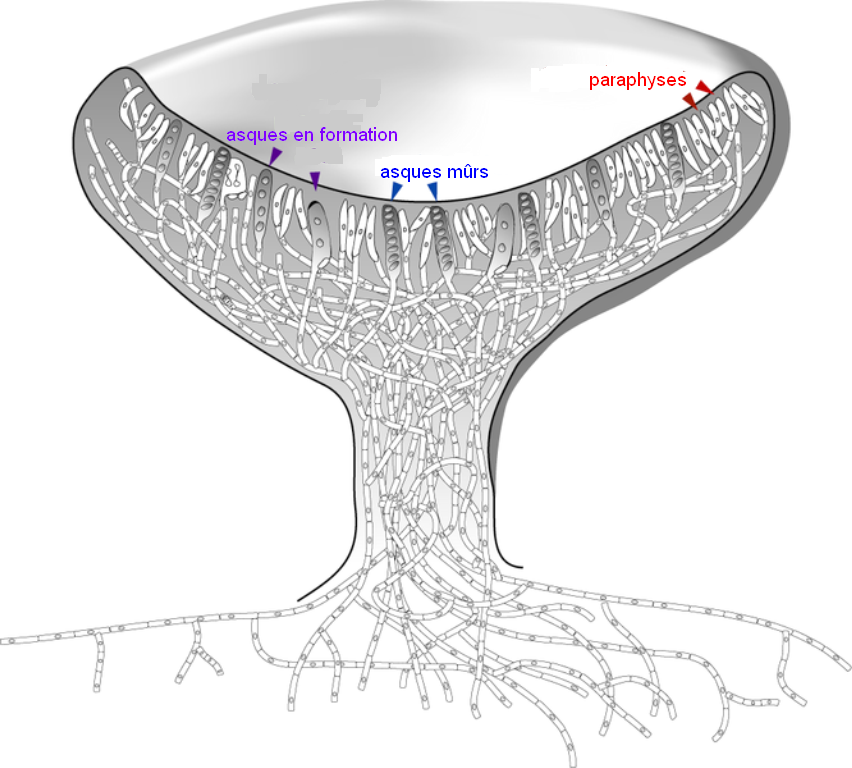
Plektenchyma na przykładzie apothecium
asques en formation – dojrzewające worki,
asques murs – dojrzałe worki.
paraphyses – parafizy

Plektenchyma – tkanka rzekoma, która powstaje z nitkowatych, początkowo oddzielonych plech poprzez ich splątanie się i złączenie. Występuje u grzybów i niektórych glonów. Nitki plechy łączą się z sobą poprzez ścisłe splątanie albo poprzez zlepienie śluzowatymi ścianami komórkowymi, tworząc twór podobny do tkanki roślin wyższych.
U grzybów plektenchyma buduje głównie owocniki. Wśród strzępek plektenchymy budujących owocniki dostrzega się już pewne ich zróżnicowanie. Strzępki zewnętrzne zazwyczaj mają grubsze ściany komórkowe. U niektórych gatunków niektóre ze strzępek przypominają rury mleczne i mogą wydzielać mleczko. W owocnikach występują także strzępki o dużej średnicy, w których często zanikają przegrody międzykomórkowe. Strzępki te służą do przewodzenia substancji pokarmowych.
Plektenchyma, w której strzępki układają się równolegle do siebie jest określana jako prozenchyma.